# 位相同期回路
位相同期回路（いそうどうきかいろ）、PLL（英: phase locked loop）とは、入力される周期的な信号を元にフィードバック制御を加えて、別の発振器から位相が同期した信号を出力する電子回路である。
フィードバックで加える信号を操作することで、多様な信号を安定した状態で作り出すことができるため、電子回路中でさまざまな用途に使用されている。用途によって広範囲、高精度のPLLが開発されており、標準集積回路としても生産されている。

## 基本動作
PLLは、基準周波数となる入力信号と、電圧に応じて周波数が変化するVCO（電圧制御発振器）出力のフィードバック信号との位相差をそのVCOに入力することにより、入力信号と出力信号の位相を同期させる。
PLL周波数シンセサイザ
VCOの出力信号を分周したものを用いることにより入力信号の周波数を任意の整数倍に高めた信号を作ることができる。これを（周波数）逓倍という。この分周数を可変にしたものは「PLL周波数シンセサイザ」と呼ばれる。
FM復調器・局部発振の調整
分周器は持たず位相と周波数が同じ出力を得る。

## 構成
PLLはおおよそ、位相比較器（PFD）、ループ・フィルタ、VCO（電圧制御発振器）からなっており、場合により帰還ループ内に分周器が加わる。以下それぞれについて説明する。
位相比較器
入力された2つの信号の位相差を電圧に変換し出力する回路である。アナログPLLではアナログ乗算器が良く使われ、デジタルPLLでは排他的論理和とチャージポンプなどから構成される。
ループ・フィルタ
帰還ループのフィルタとしてローパスフィルタを使用する。フィードバックを含む回路では短周期の信号変動が増幅されることで無用な発振が起きることがあり、アナログPLLとデジタルPLLではこれを避けるためにローパスフィルタによって不要な短周期の変動を遮断する。
VCO
入力された電圧によって出力周波数を制御することができる回路である。一般的にはバリキャップ（バラクタ、可変容量ダイオード）に入力電圧を加え、その静電容量の変化で発振周波数を制御するものが多い。
分周器
分周器は入力された周波数を整数分の1にして出力する回路である。PLLに入力された基準となる信号の周波数を精確な倍率で高めて出力する。この分周する比率を外部制御によって可変にすることで出力する周波数を制御することができる。PLLとしての出力周波数を入力周波数より低くする場合には基準周波数となる入力信号を分周してから位相比較器に与えることで容易に実現出来る。FM復調器のように周波数を変更しない場合には分周器は必要ない。
PLLがロック状態の場合、入力周波数{\displaystyle f_{in}}に対する出力周波数{\displaystyle f_{out}}は以下の通りとなる。（{\displaystyle N}は分周器の分周比を表す）
{\displaystyle f_{out}=Nf_{in}}

## 利用例

### PLL周波数シンセサイザ

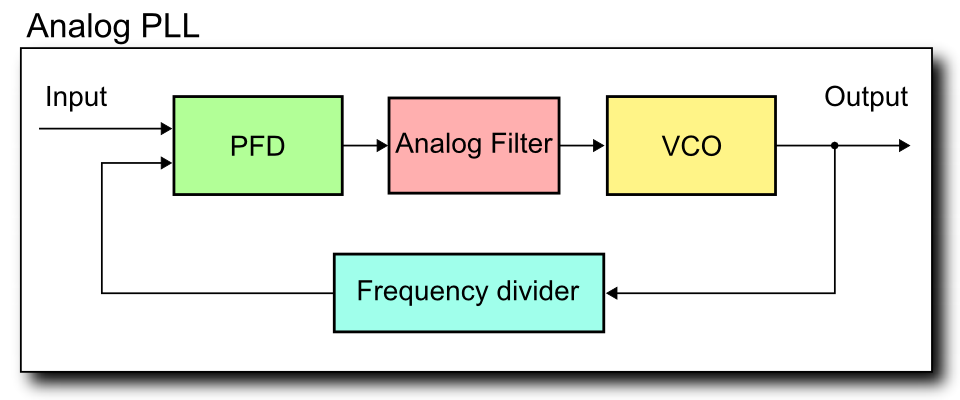
アナログPLL
位相比較器、分周器、フィルタ、VCOのすべてがアナログ回路である。

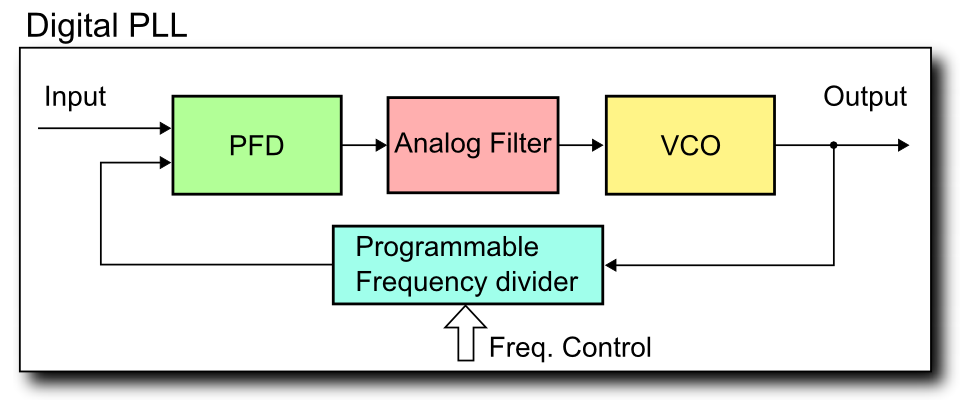
デジタルPLL
位相比較器とプログラマブル分周器はデジタル回路であるが、フィルタとVCOはアナログ回路である。

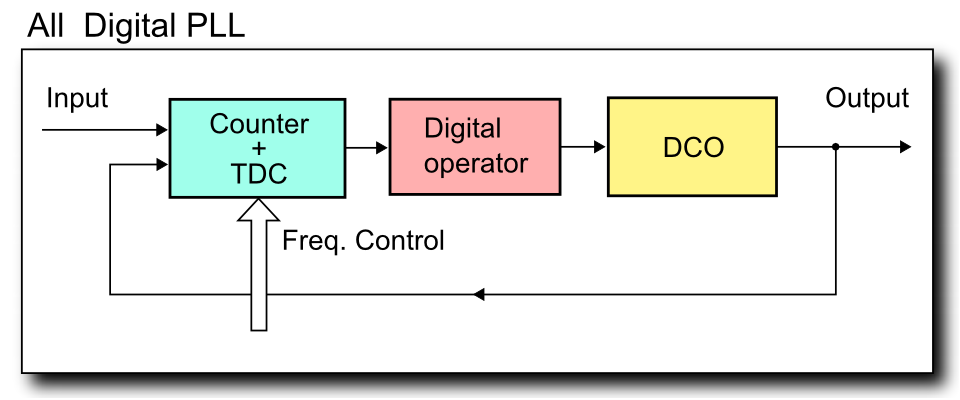
全デジタルPLL
DCO回路内の発振器の部品であるMOSバラクタ以外はすべてがデジタル回路である。

デジタル的に周波数を設定（実際には分周器の分周数を設定）することで、正確な周波数の出力信号を得る上述のPLL周波数シンセサイザがある。
水晶振動子を用いた発振回路では、比較的廉価に周波数の安定精度が非常に高い信号波が得られるが、この発振は物理的制約を受けて高い周波数や低い周波数は得られない。デジタル技術の進展によって出力をデジタルカウンターで分周し入力へ帰還し補正に利用することで基準波となる水晶振動波の精度を保ったまま容易に高い周波数を生み出すことが可能となっている。デジタル分周器によって任意の周波数が得られ、分周比を変更すれば出力周波数も動的に変更できる。
PLL周波数シンセサイザは、安定した高い周波数の信号が求められるほとんどすべての電子機器に使用されており、特に年々動作周波数が高くなるデジタル機器では必須の回路となっている。周波数シンセサイザは動的に周波数を変更できるものであるが、これを固定したまま使用する用途でもPLL周波数シンセサイザとして呼ばれることが多い。
PLL周波数シンセサイザにはアナログPLLとデジタルPLL、オールデジタルPLLがある。
オールデジタルPLLは、元米テキサス・インストゥルメンツ社のボグダン・スタチェウスキ博士 (Bogdan Staszewski) によって提案された。
アナログPLL

デジタルPLL
名称にデジタルが付くが、PFDと分周器がデジタル制御されているだけでフィルタとVCOはアナログ回路である。
オールデジタルPLL

### FM復調器
分周器をはずし（つまり分周比1で）PLLを構成し、位相比較器に周波数変調 (FM) された信号を入力すると、PLLは変調信号の周波数偏移に追従し、VCOの出力からは入力と同じFM波を出力することとなる。このとき、VCOの制御電圧はロック電圧を中心に電圧偏移しており、これは入力FM波の周波数偏移と一致する。したがってVCOの制御電圧はFM復調出力となっており、FM復調器として使用される。

### 局部発振の調整
分周器は持たない位相同期回路は高い搬送波周波数で狭い使用帯域の無線システムでの局部発振器の調整にも使用される。この場合の位相同期回路は、局部発振器の周波数を受信周波数と中間周波数との和になるよう調整するのに使用される。